# Liste des cours d'eau de la Lozère

Carte de la Lozère.

Liste des fleuves, rivières et autres cours d'eau qui parcourent en partie ou en totalité le département de la Lozère. La liste présente les cours d'eau, généralement de plus de 10 km de longueur sauf exceptions, par ordre alphabétique, par fleuves et bassin versant, par station hydrologique, puis par organisme gestionnaire ou organisme de bassin.

## Classement par ordre alphabétique
- Alignon[S 1], Allier[S 2], Altier[S 3], Ance du Sud[S 4], Ardèche[S 5]
- Bédaule[S 6], Bès[S 7], Béthuzon[S 8], Biourière[S 9], Borne[S 10], Bouisset[S 11], Boutaresse[S 12], Bramont[S 13], Brèze[S 14], Briançon[S 15]
- Cèze[S 16], Chapeauroux[S 17], Chapouillet[S 18], Chassezac[S 19], Cheylard[S 20], Clamouze[S 21], Colagne[S 22], Coulagnet[S 23], Crueize[S 24]
- Desges[S 25], Doulou[S 26], Doulounet[S 27]
- Galeizon[S 28], Gardon[S 29], Gardon d'Alès[S 30], Gardon de Sainte-Croix[S 31], Gardon de Saint-Germain[S 32], Ginèze[S 33], Gizérac[S 34], Goudech[S 35], Grandrieu[S 36]
- Homol[S 37]
- Jonte[S 38], Jourdane[S 39]
- Langouyrou[S 40], Limagnole[S 41], Lot[S 42], Luech[S 43]
- Mercoire[S 20], Mézère[S 44], Mimente[S 45]
- Nize[S 46]
- Panis[S 47], Piou[S 48]
- Rieucros d'Abaïsse[S 49], Rieumalet[S 50], Rimeize[S 51], Rioulong[S 52], Rioumau[S 53], Ruisseau d'Arcomie[S 54], Ruisseau de Chambaron[S 55], Ruisseau de Galastre[S 56], Ruisseau de Guitard[S 57], Ruisseau de l'Altaret[S 58], Ruisseau de l'Esclancide[S 59], Ruisseau de la Gardelle[S 60], Ruisseau de Malagazagne[S 61], Ruisseau de Malzac[S 62], Ruisseau de Merdaric[S 63], Ruisseau des Planchettes[S 64], Ruisseau des Plèches[S 65], Rûnes[S 66]
- Salindre (affluent de l'Ardèche)[S 67], Salindre (affluent du Galeizon)[S 68],
- Tarn[S 69], Tarnon[S 70], Tartaronne[S 71], Trépalous[S 72], Triboulin[S 73], Truyère[S 74]
- Urugne[S 75]
- Valat des Chanals[S 1], Vérié[S 76],[1].

## Classement par fleuve et bassin versant

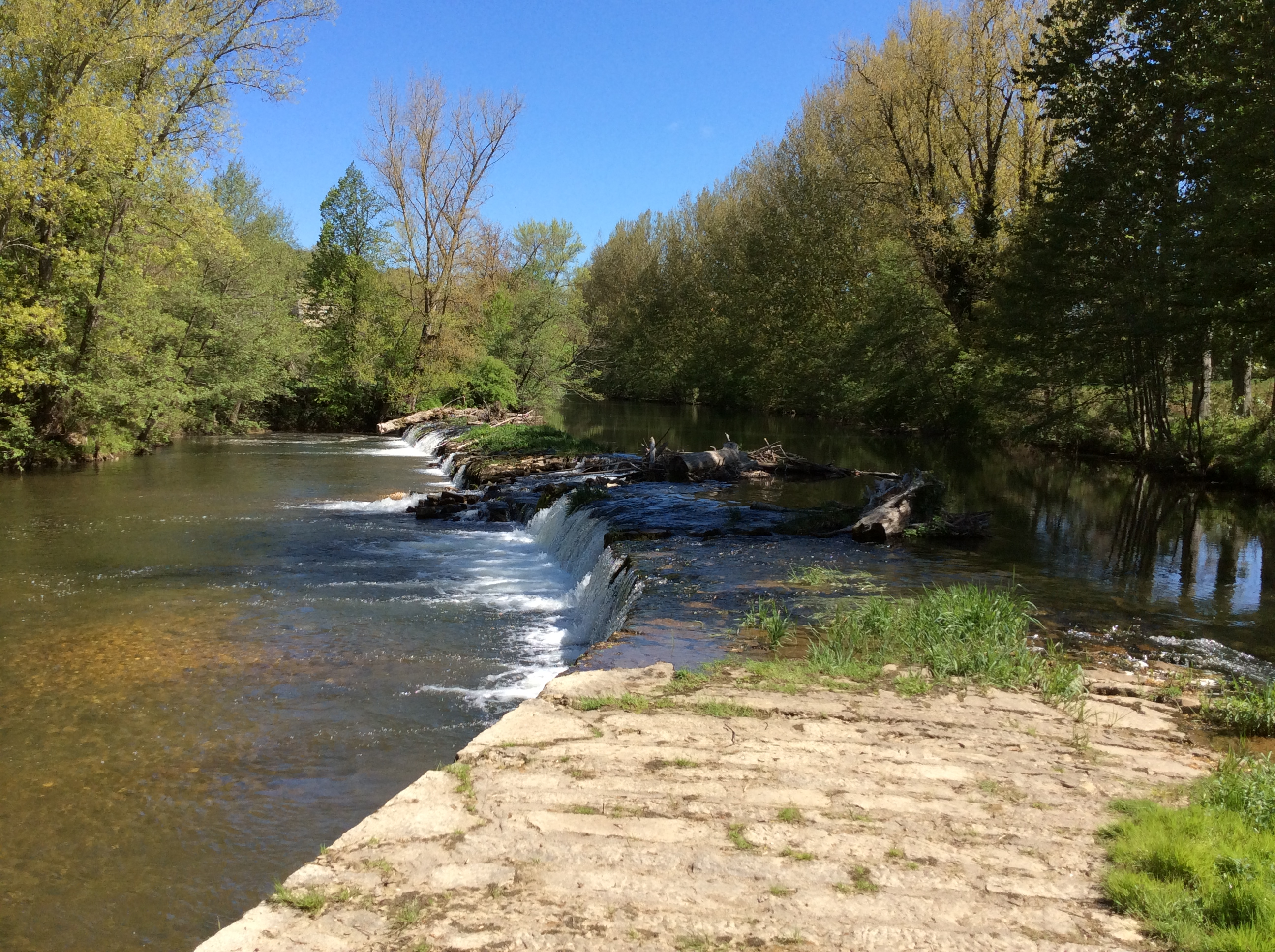
Le Lot à Chanac.

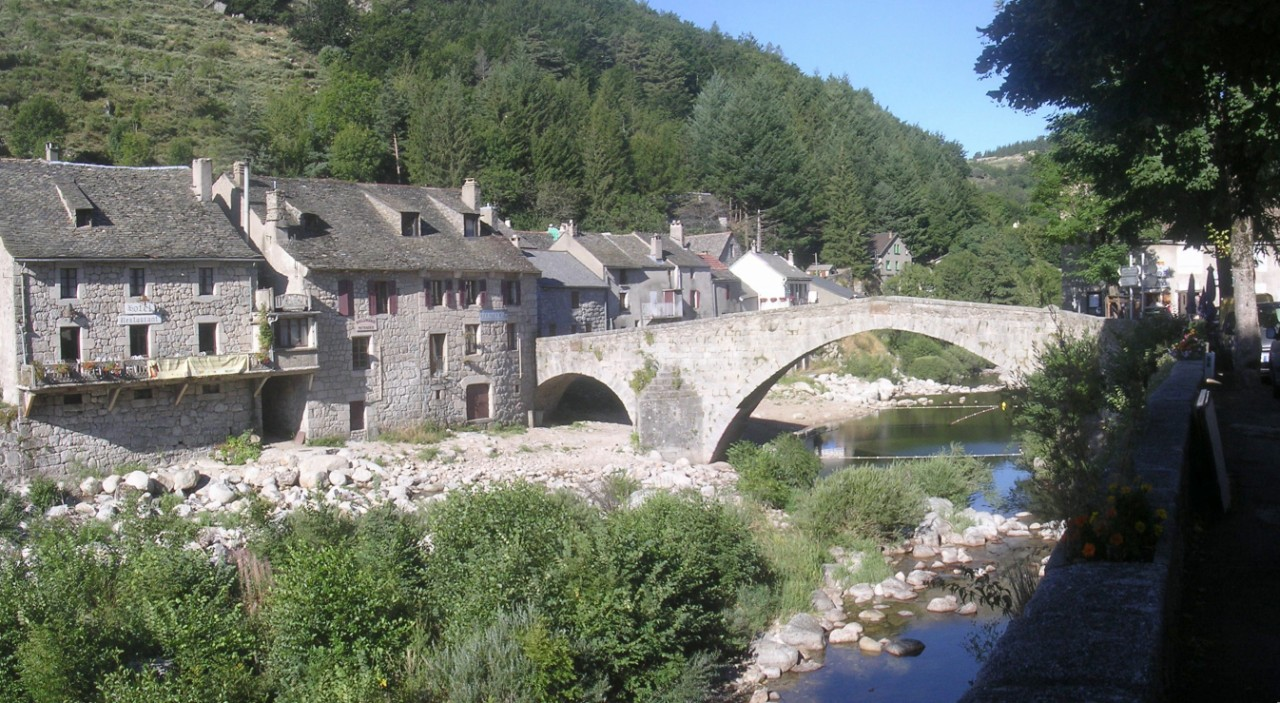
Pont de Montvert sur le Tarn au Pont de Montvert

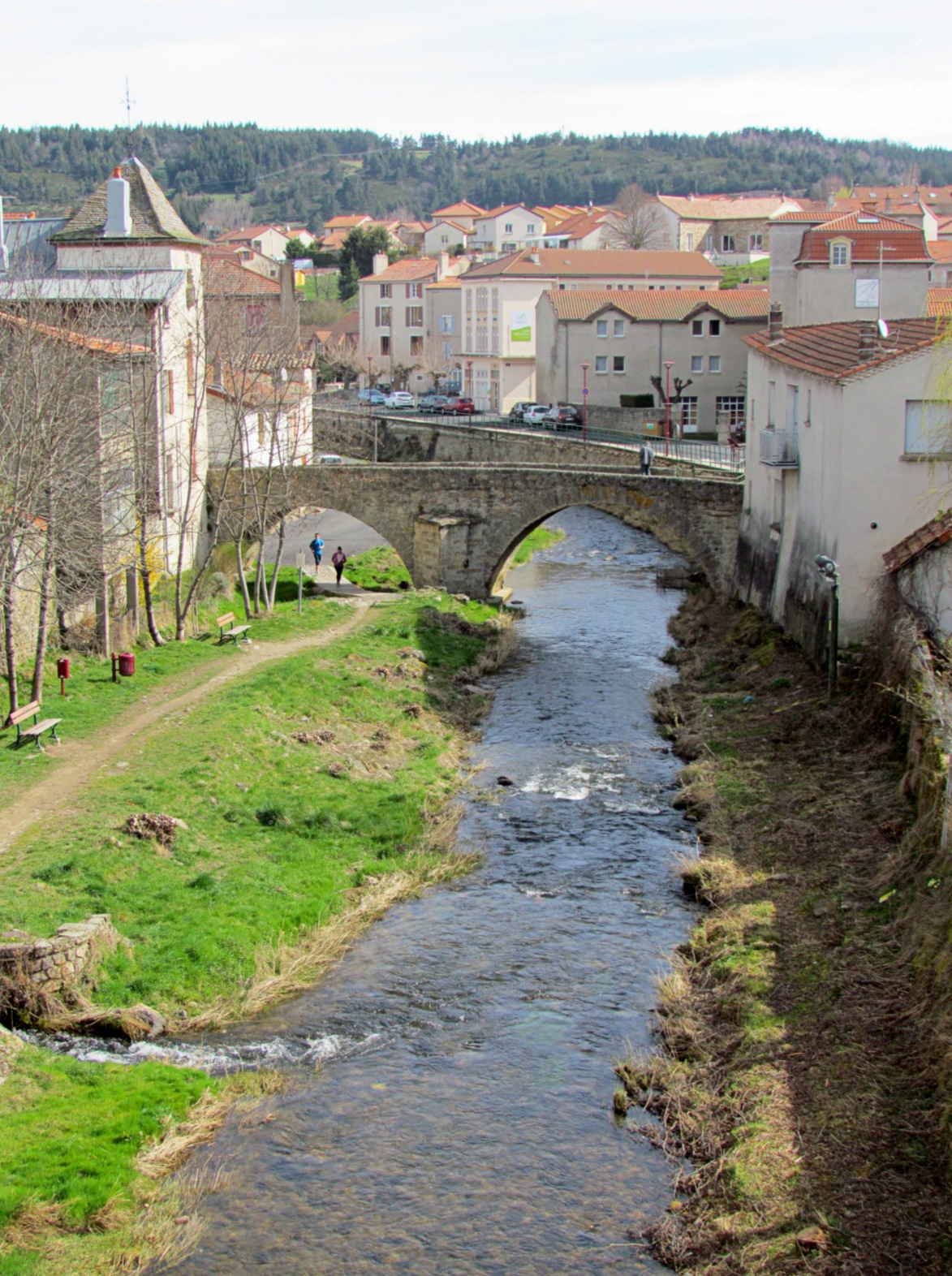
Pont vieux sur le Langouyrou à Langogne.

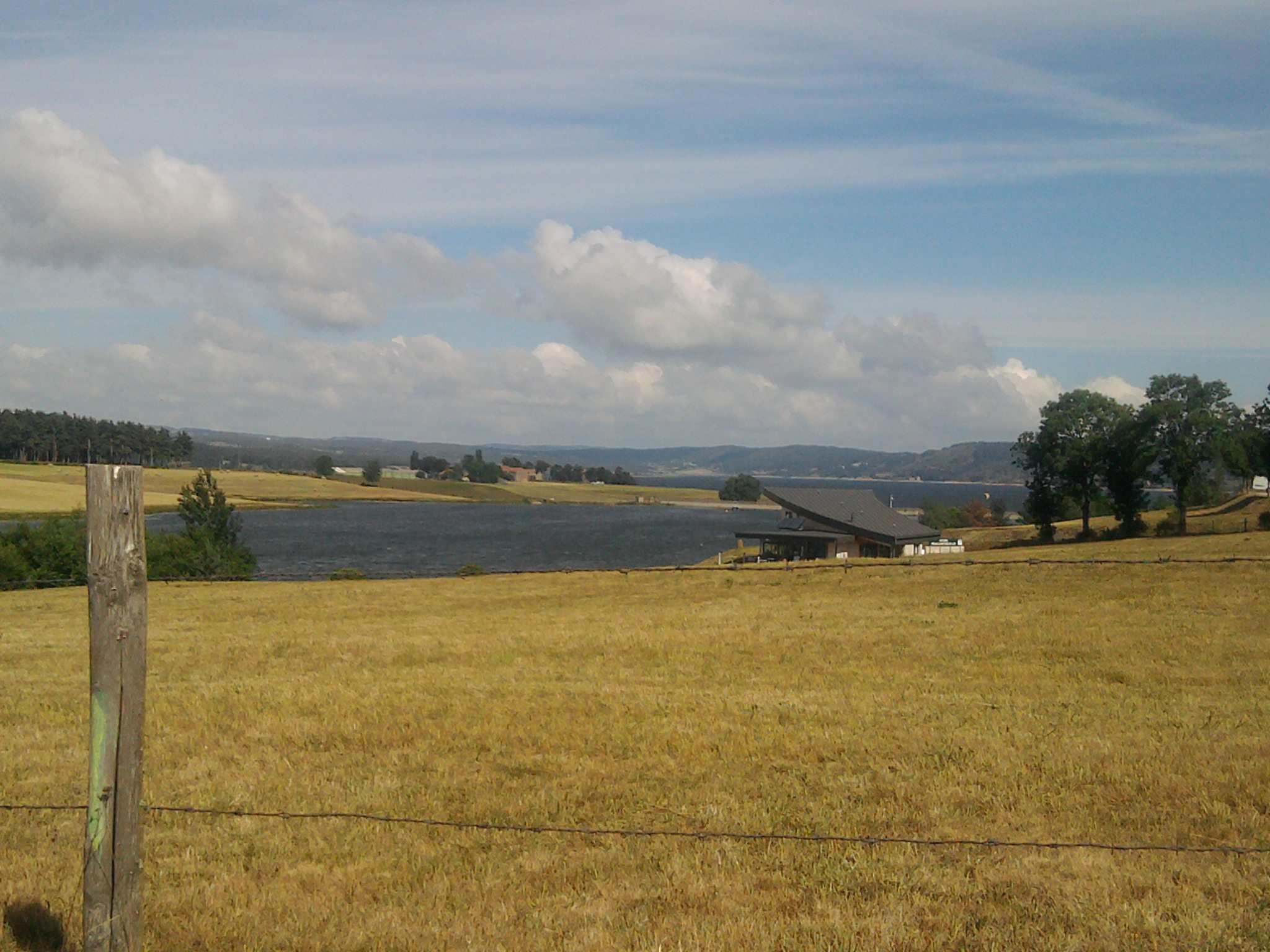
Lac de Naussac sur l'Allier.

L'Ardèche à Saint-Martin-d'Ardèche.

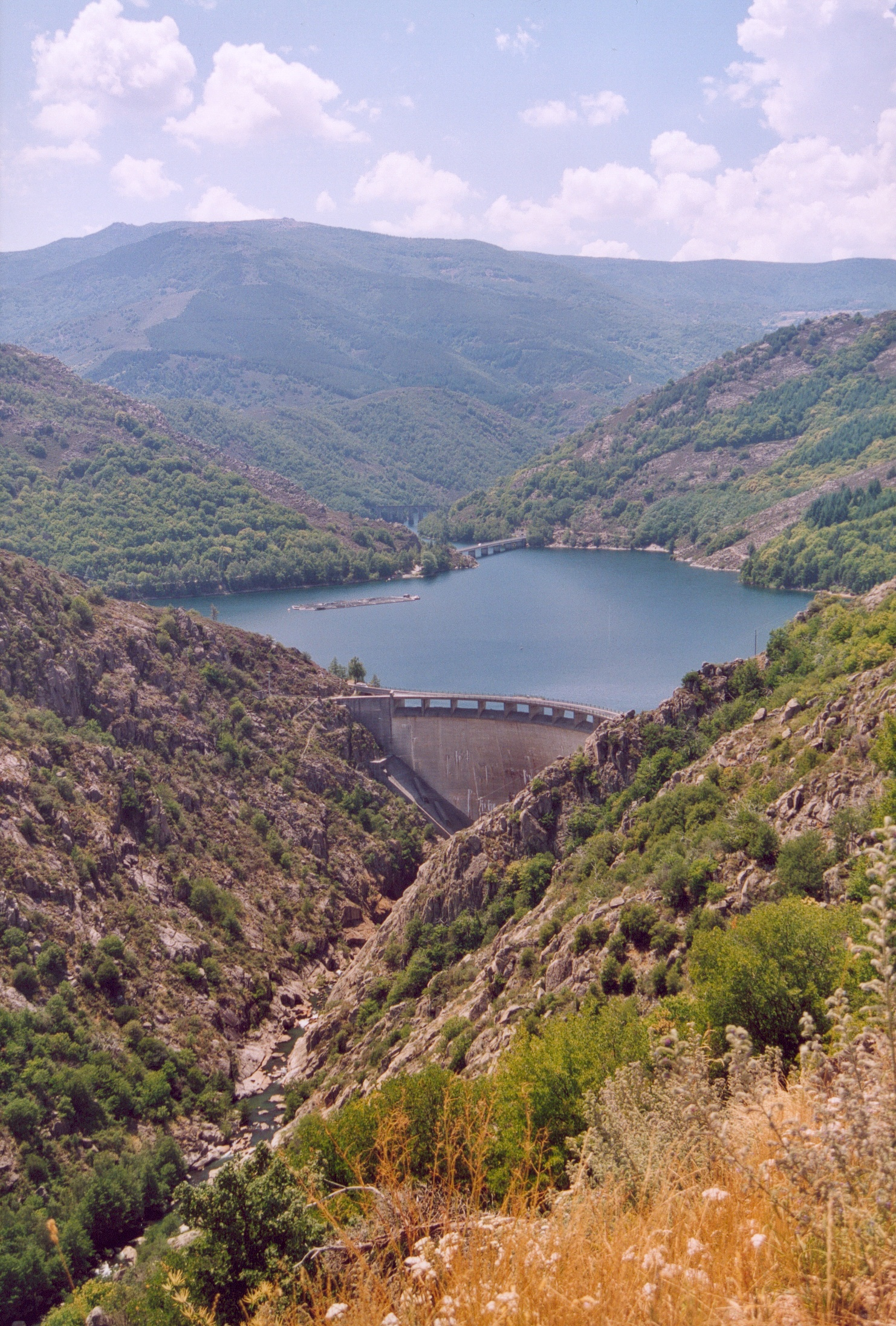
L'Altier et le barrage de Villefort en 2005

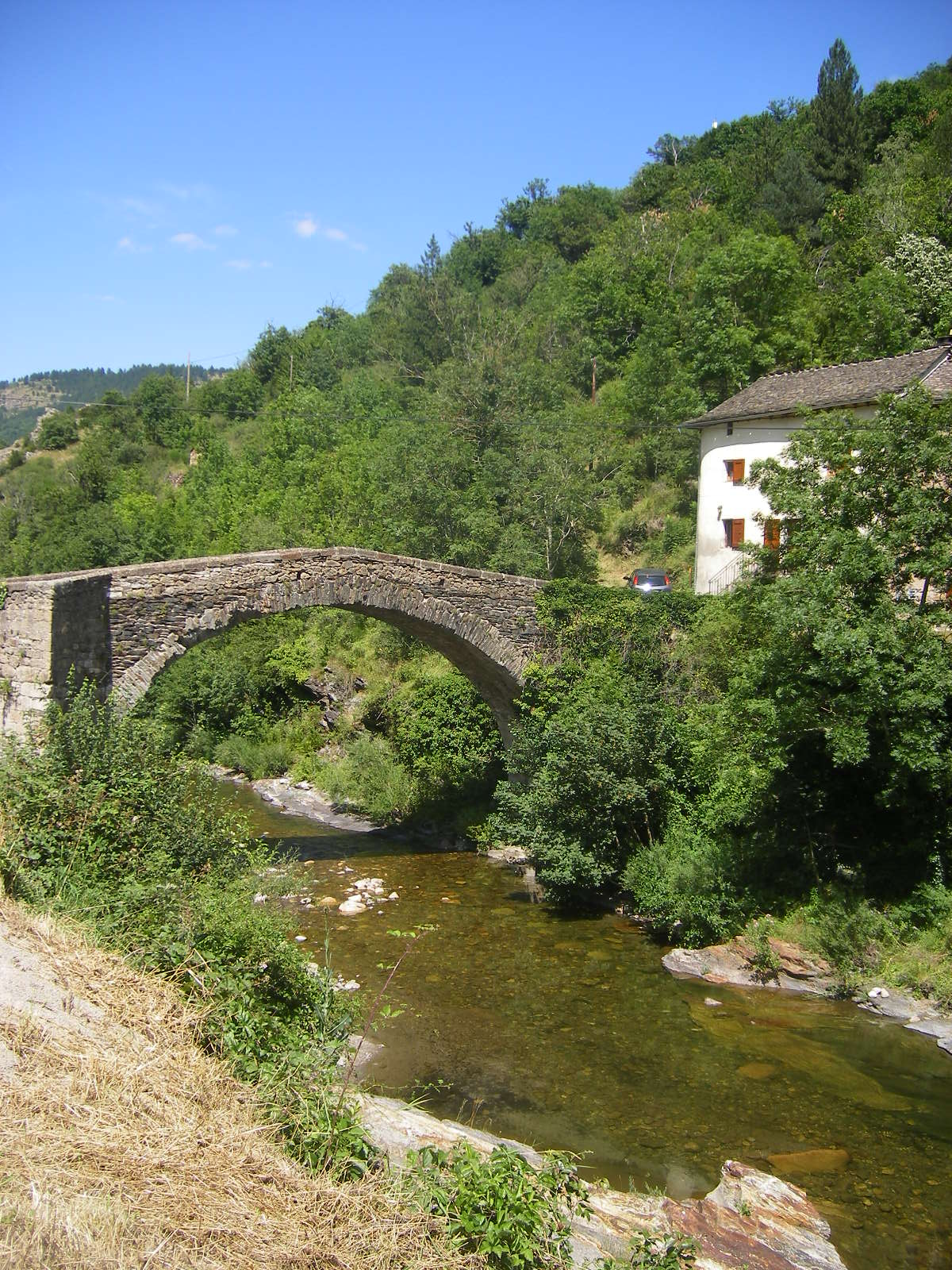
Le Tarnon à Florac au pont de Barre

La Lozère est partagée entre les trois bassins versants de la Garonne (principal bassin versant de la Lozère) par le Lot et le Tarn  à l'ouest et au sud, de la Loire par l'Allier au nord, et du Rhône par l'Ardèche à l'est :
- la Garonne, 647 km[S 77]
  - le Lot (rd[note 1]), 485 km[S 42]
    - le Bouisset (rd), 12,1 km[S 11]
    - le Bramont (rg), 25,4 km[S 13]
      - la Nize (rd), 13,4 km[S 46]

    - la Colagne (rd), 58,4 km[S 22]
      - le Coulagnet (rg), 24,6 km[S 23]
      - la Crueize (rd), 18,6 km[S 24]
      - la Jourdane (rg), 10 km[S 39]
      - le Piou (rd), 16,1 km[S 48]
      - le Rioulong (rd), 12,4 km[S 52]
        - la Biourière (rd), 18,1 km[S 9]

      - le ruisseau de Merdaric (rd) 10,5 km[S 63]
      - la Tartaronne (rd), 9,9 km[S 71]

    - le Doulou (rd), 19,2 km[S 26]
      - le Doulounet (rd), 11,5 km[S 27]

    - la Ginèze (rd), 10 km[S 33]
    - le Rieucros d'Abaïsse (rd), 11,7 km[S 49]
    - le ruisseau de l'Altaret ou ruisseau d'Allenc (rd), 11,4 km[S 58]
    - le ruisseau de l'Esclancide (rd), 12 km[S 59]
    - la Truyère (rd), 167,2 km[S 74]
      - le Bès (rg), 66,7 km[S 7]
        - le Bédaule (rd), 16,2 km[S 6]
        - le Ruisseau des Plèches (rg), 14,6 km[S 65]
        - le Rioumau (rg), 19,3 km[S 53]

      - le Ruisseau d'Arcomie (rg), 19,6 km[S 54]
      - le ruisseau de Chambaron, (rd), 4,1 km[S 55]
        - le Gizérac, (rg), 4,8 km[S 34]

      - la Limagnole (rd), 15,9 km[S 41]
        - le Ruisseau de Guitard (rg), 14 km[S 57]

      - le Mézère (rd), 15,5 km[S 44]
      - la Rimeize (rg), 37,3 km[S 51]
        - le Chapouillet (rg), 16,5 km[S 18]
          - le Ruisseau de Malagazagne (r?), 12,8 km[S 61]

      - le ruisseau de Galastre (rd), 11,5 km[S 56]
      - le ruisseau de la Gardelle (rd), 11,5 km[S 60]
      - le ruisseau des Planchettes (rd), 9,8 km[S 64]
      - le Triboulin (rg), 16,4 km[S 73]

    - l'Urugne (rg), 7,2 km[S 75]

  - le Tarn (rd), 380,2 km[S 69]
    - l'Alignon (rg), 8,3 km[S 1]
      - le Goudech (rg), 5,5 km[S 35]

    - le Briançon (rd), 9,9 km[S 15]
    - la Jonte (rg), 38,6 km[S 38]
      - le Béthuzon (rg), 12,5 km[S 8]
      - la Brèze (rg), 15,2 km[S 14]

    - le Rieumalet (rd), 7,6 km[S 50]
    - la Rûnes (rd), 8,2 km[S 66]
    - le Tarnon (rg), 38,9 km[S 70]
      - la Mimente (rd), 27,9 km[S 45]
        - le ruisseau de Malzac (rg), 13,4 km[S 62]

      - le Trépalous (rg), 10,3 km[S 72]

    - la Vérié (rg), 6,2 km[S 76]

- la Loire 1 006 km[S 78]
  - l'Allier, (rg), 420,7 km[S 2]
    - l'Ance du Sud (rg), 40,4 km[S 4]
      - le Panis (rg) 18 km[S 47]

    - le Chapeauroux (rg), 56,1 km[S 17]
      - la Boutaresse (rd), 12,2 km[S 12]
      - la Clamouze (rd), 19,6 km[S 21]
      - la Grandrieu (rg), 23,3 km[S 36]

    - la Desges (rg), 35,3 km[S 25]
    - le Langouyrou (rg), 18,8 km[S 40]
      - le Mercoire ou ruisseau du Cheylard (rg), 10,1 km[S 20]

- le Rhône 812 km dont 545 km en France[S 79]
  - l'Ardèche (rd), 125 km[S 5]
    - le Chassezac (rd), 84,6 km[S 19]
      - l'Altier (rd), 39,1 km[S 3]
      - la Borne (rg), 35,5 km[S 10]

    - le Salindre (rd), 8,9 km[S 67]

  - la Cèze (rd), 128,4 km[S 16]
    - l'Homol (rd), 20,1 km[S 37]
    - le Luech (rd), 32,6 km[S 43]

  - le Gardon (rd), 127,6 km[S 29]
    - le Gardon d'Alès (rg) 60,6 km[S 30]
      - le Galeizon (rd), 28,8 km[S 28]
        - la Salindre (rd), 10,2 km[S 68]

    - le Gardon de Sainte-Croix 27,9 km[S 31]
      - le Gardon de Saint-Germain 13,4 km[S 32]

## Hydrologie oustation hydrologique
La Banque Hydro a référencé les cours d'eau suivants : 
- L'Alignon à Saint-Maurice-de-Ventalon  [Cloutasses Basses][BH 1]
- L'Allier à :
  - Langogne[BH 2], Naussac [Lavalette][BH 3]
- L'Altier à Altier [La Goulette][BH 4]
- Le Bes à Marchastel [Pont de Marchastel][BH 5]
- Le Bramont à Saint-Bauzile [Les Fonts][BH 6]
- La Brèze à Meyrueis[BH 7]
- Le Briançon aux Bondons [Cocures][BH 8]
- Le Chapeauroux à :
  - Pierrefiche [Pont de Baves][BH 9], Saint-Bonnet-de-Montauroux[BH 10]
- Le Chapouillet à Rimeize [Chassignoles][BH 11]
- La Clamouse à Chastanier[BH 12]
- La Colagne à :
  - Ribennes [Ganivet][BH 13], Le Monastier-Pin-Moriès [Le Monastier][BH 14]
- Le Coulagnet à Marvejols[BH 15]
- Le Doulou à Saint-Pierre-de-Nogaret [Ferrière][BH 16]
- L'Esclancide à Pelouse [Les Salces][BH 17]
- Le Gardon de Sainte-Croix à Gabriac [Pont Ravagers][BH 18]
- La Goudech à Saint-Maurice-de-Ventalon [La Cépède][BH 19]
- Le Grandrieu à Grandrieu[BH 20]
- La Jonte à Meyrueis [aval][BH 21]
- La Latte à Saint-Maurice-de-Ventalon[BH 22]
- Le Langouyrou à Langogne[BH 23]
- La Limagnole à Fontans [Saint-Alban][BH 24]
- Le Lot à :
  - Bagnols-les-Bains[BH 25], Mende [aval][BH 26], Balsièges [Bramonas][BH 27], Banassac [La Mothe][BH 28]
- La Mimente à Florac[BH 29]
- Le Rieumalet au Pont-de-Montvert[BH 30]
- La Rimeize à :
  - Rimeize[BH 31], Fau-de-Peyre [Vareilles][BH 32]
- Le ruisseau Saint-Frézal à La Canourgue[BH 33]
- Le ruisseau de Saint Saturnin à Banassac [Roquaizou][BH 34]
- La Sapine à Saint-Maurice-de-Ventalon[BH 35]
- Le Tarn à :
  - Pont-de-Montvert [Fontchalettes][BH 36], Bédouès [Cocures][BH 37], Montbrun [Pont de Montbrun][BH 38], [source Fontmaure] à Saint-Georges-de-Lévéjac [Fontmaure][BH 39], [source de Beldoire] aux Vignes [Beldoire][BH 40], [source Rouveyrol] aux Vignes [Rouveyrol][BH 41]
- Le Tarnon à Florac[BH 42]
- La Truyère à :
  - Serverette[BH 43], le Malzieu-Ville [Le Soulier][BH 44]
- L'Urugne à la Canourgue[BH 45]
- Le Valat de la Sapine à Vialas [Sapine Haute][BH 46]
- Le Valat des Cloutasses à Vialas [Cloutasses Hautes][BH 47]